# Djurinspektörerna
Djurinspektörerna är en svensk dokumentärserie som sänds på TV4 med premiär 9 januari 2014. I serien följs arbetet hus djurinspektörerna på Länsstyrelsen i Kristianstad. I programmet medverkar inspektörerna Henriette Bonde, Mattias Gårdlund, Peter Stenberg, Malin Larsson, Anna Ericsson och Rosita Hagström. Under första säsongen kommer det visa inspektioner av anmälningar över misskötsel, undernärda och skadade djur. Men även granskningar av importörer och djurägare visas i serien.